# Callophrys spinetorum
Espèce
Callophrys spinetorum est une espèce nord-américaine de lépidoptères (papillons) de la famille des Lycaenidae et de la sous-famille des Theclinae.

## Taxonomie
L'espèce Callophrys spinetorum a été décrite par William Chapman Hewitson en 1867, sous le nom initial de Thecla spinetorum.
Synonymes : Mitoura spinetorum, Loranthomitoura spinetorum.

### Sous-espèces
- Callophrys spinetorum spinetorum
- Callophrys spinetorum millerorum Clench, 1981[1].

## Noms vernaculaires
Callophrys spinetorum se nomme en anglais Thicket Hairstreak,.

## Description
Ce papillon d'une envergure de 23 mm à 32 mm avec une fine queue coudée à chaque aile postérieure présente un dessus bleu ardoisé et un verso marron doré ornementé d'une fine ligne postmédiane blanche qui forme un W,.

## Biologie

### Période de vol et hivernation
C'est la chrysalide qui hiverne.
Callophrys spinetorum vole en une génération de mai à août.

### Plantes hôtes
Les plantes hôtes de sa chenille sont Arceuthobium.

## Écologie et distribution
Callophrys spinetorum est présent dans l'Ouest de l'Amérique du Nord depuis la Colombie-Britannique et le Sud-Ouest de l'Alberta jusqu'en Floride et au Mexique avec comme limite à l'est le Montana, le Wyoming, le Colorado et le Nouveau-Mexique.

### Biotope
Il réside dans les forêts de conifères,.

### Protection
Pas de statut de protection particulier.